# Stieleiche
Die Stieleiche (Quercus robur, Synonym: Quercus pedunculata), auch Sommereiche oder Deutsche Eiche genannt, ist eine Pflanzenart aus der Gattung der Eichen (Quercus) in der Familie der Buchengewächse (Fagaceae). Um ihre Zugehörigkeit zur Gattung der Eichen zu betonen, ist in der Botanik die Bindestrichschreibweise Stiel-Eiche bzw. Sommer-Eiche üblich. Die Stieleiche war „Baum des Jahres“ 1989.

## Beschreibung

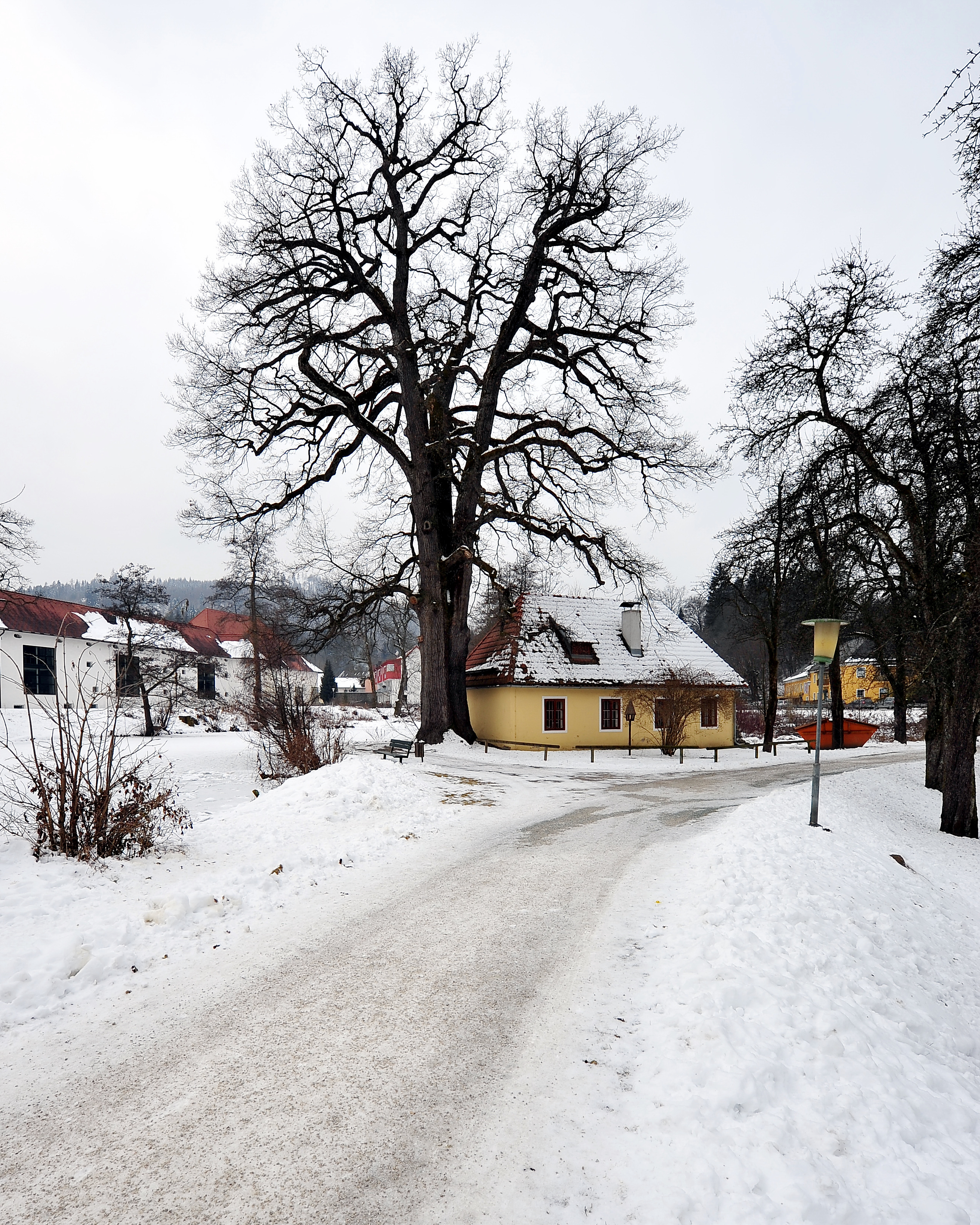
Winterliche Stieleiche im Klagenfurter Stadtteil Viktring

Die Stieleiche ist ein 20 bis über 40 Meter hoher Laubbaum und erreicht einen Stammumfang bis 3 Meter, im Freistand bis über 12 Meter, wie die Femeiche oder die Ivenacker Eichen. Ihr Höchstalter liegt bei 500 bis 1000 Jahren, in Ausnahmefällen bis zu 1400 Jahren. Ihre Rinde ist in der Jugend glatt und schwach grau-grün glänzend, später wird eine dicke, tief längsrissige, furchige, graubraune Borke gebildet. Die Knospen sind stumpf, eiförmig und sitzen gehäuft an den Triebenden. Die wechselständigen, ledrigen Blätter sind nur kurz gestielt und werden 10 bis 15 Zentimeter lang. Sie sind oberseits tiefgrün glänzend, auf der Unterseite heller und in fünf bis sechs Buchten gelappt. Insbesondere bei jungen Bäumen verbleiben die verwelkten Blätter während der Winterruhe am Baum (Marzeszenz).
Die Stieleiche ist einhäusig getrenntgeschlechtig. Die männlichen Blütenstände sind dünne, reichblütige Kätzchen. Die winzige männliche Einzelblüte hat ein unscheinbares, mehrzipfeliges Perigon und 5–12 Staubblätter. Die weiblichen Blüten befinden sich in deutlich gestielten Ähren, die blattachselständig an der Spitze der Frühjahrstriebe stehen. Jede weibliche Blüte ist becherförmig von einer behaarten Capula umgeben, die das unscheinbare 5–7-teilige Perigon mehr oder weniger verdeckt. Die rötliche Narbe ist scheibenartig verbreitert und meist dreiteilig. Der Fruchtknoten ist unterständig. Die Stieleiche blüht von April bis Mai.
Die Eicheln reifen von September bis Oktober. Die Eicheln sind Nussfrüchte, die zu dritt bis fünft an 1,5 bis 4 Zentimeter langen Stielen (daher der Name Stieleiche) sitzen und bis 3,5 Zentimeter lang werden. Die Eicheln dienen verschiedenen Tieren als Nahrung und werden von ihnen verbreitet. Vor allem der Eichelhäher sorgt durch Anlage von Nahrungsdepots für die Verbreitung der Stieleiche (Hähersaaten). Die Stieleiche bildet eine kräftige Pfahlwurzel; dank ihrer Wurzeln ist sie äußerst sturmfest. Sie kann mit ihren Wurzeln auch stark verdichtete Böden erschließen, um tiefliegendes Grundwasser zu erreichen.
Die Chromosomenzahl beträgt 2n = 24.

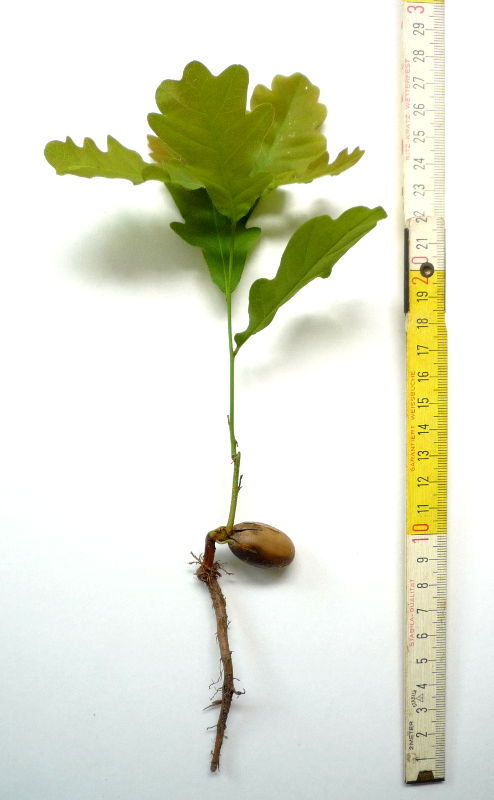
Keimling der Stieleiche im ersten Jahr
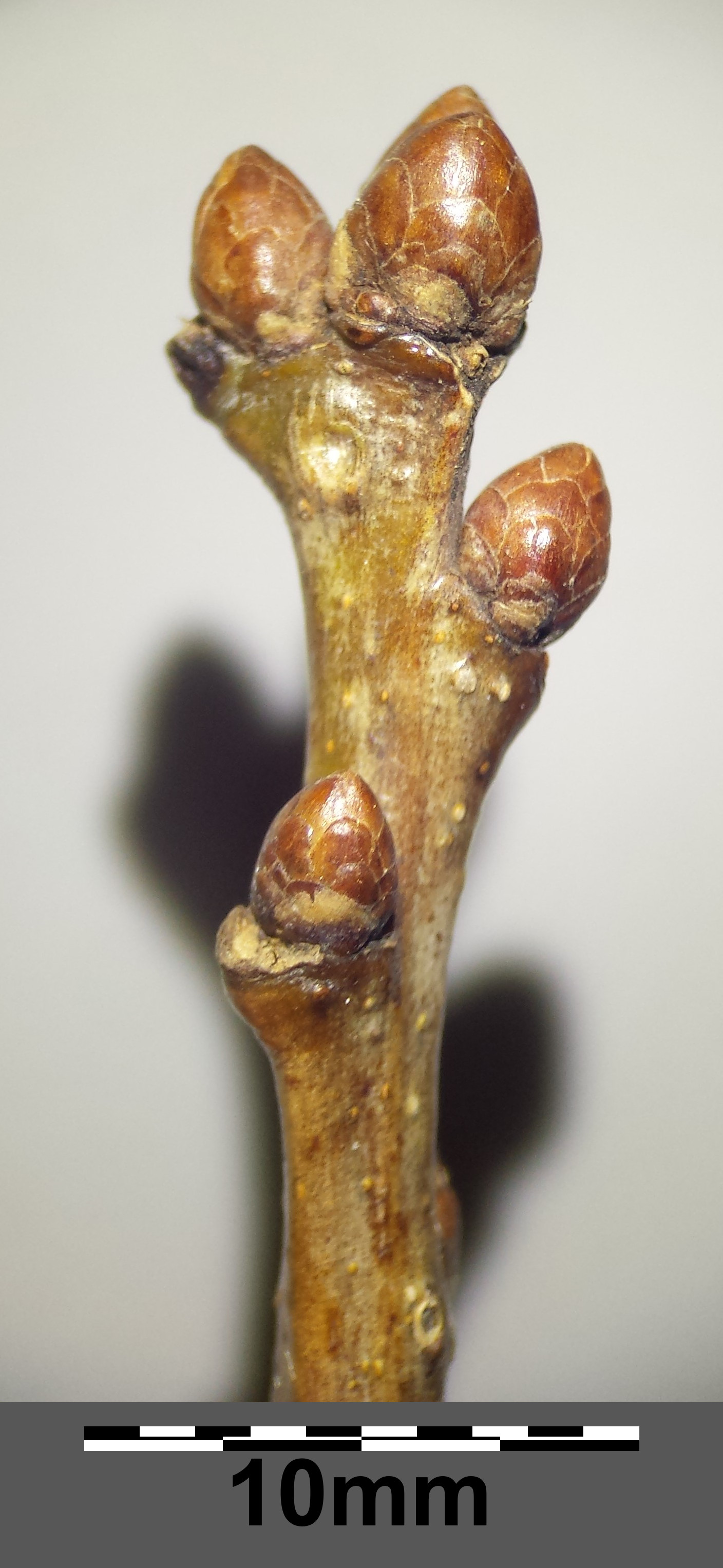
Winterknospen
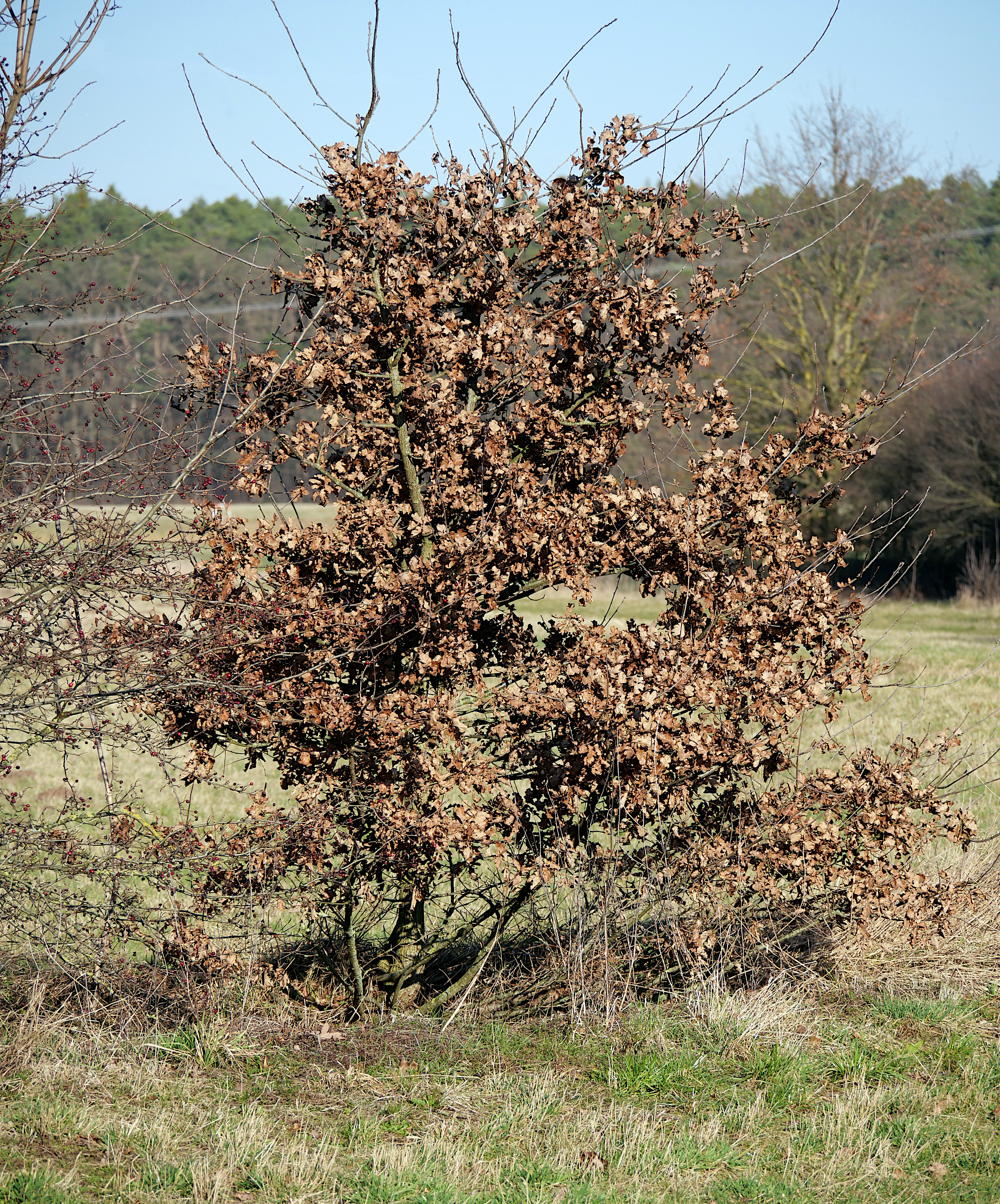
Junge Stieleiche mit marzeszenten Blättern im Februar
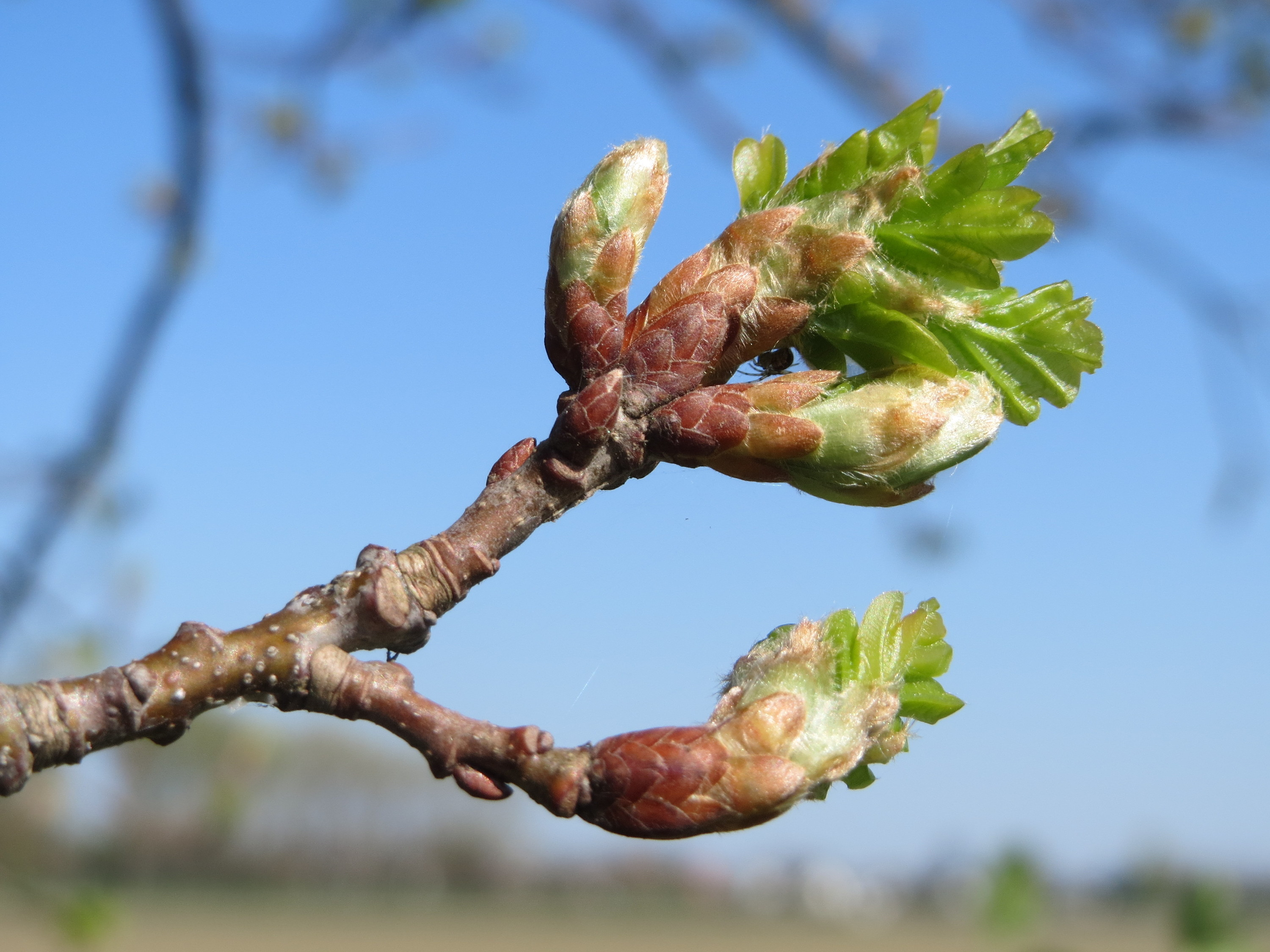
Aufspringende Blattknospe
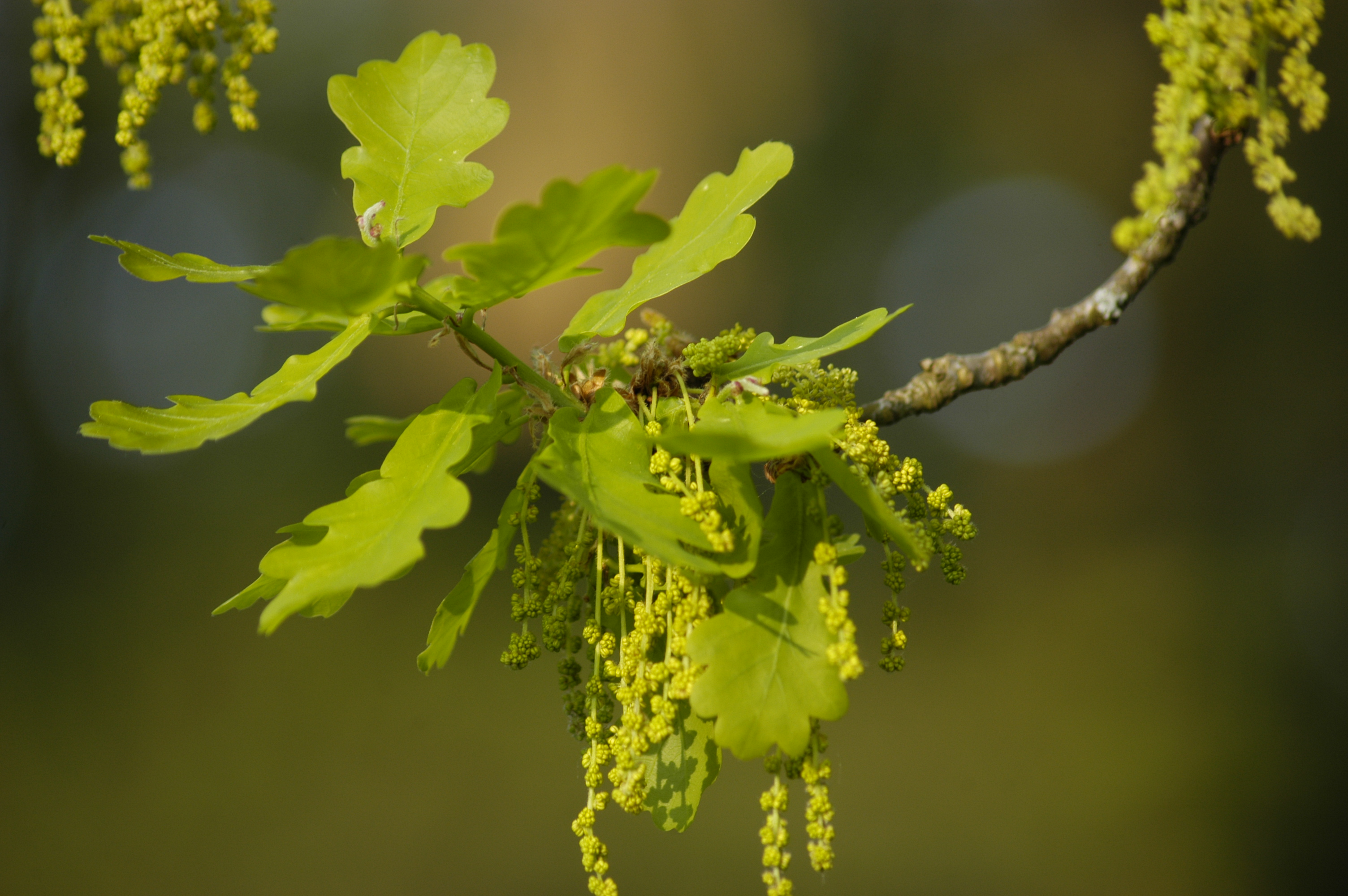
Blüten der Stieleiche
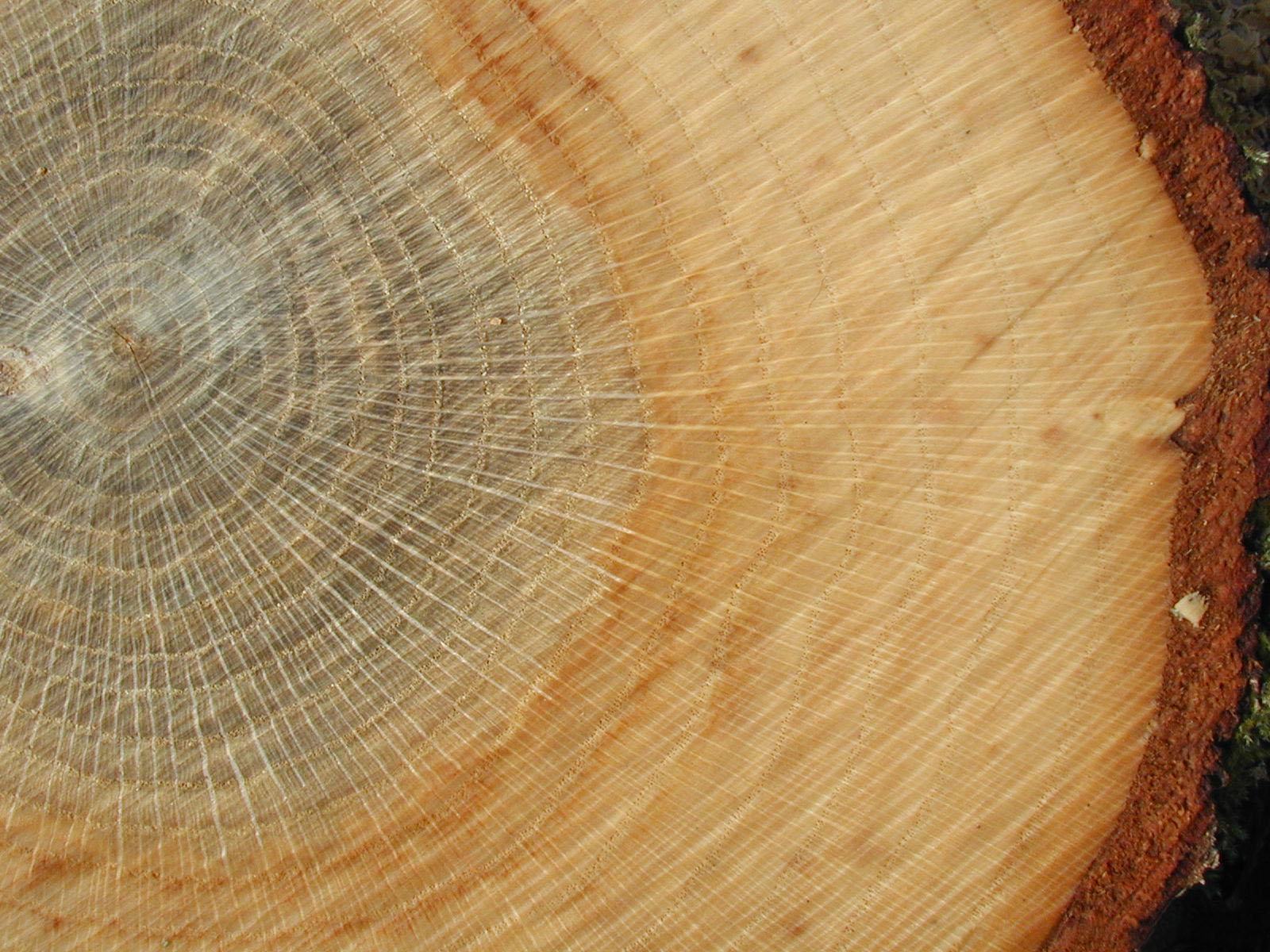
Holz und Rinde der Stieleiche
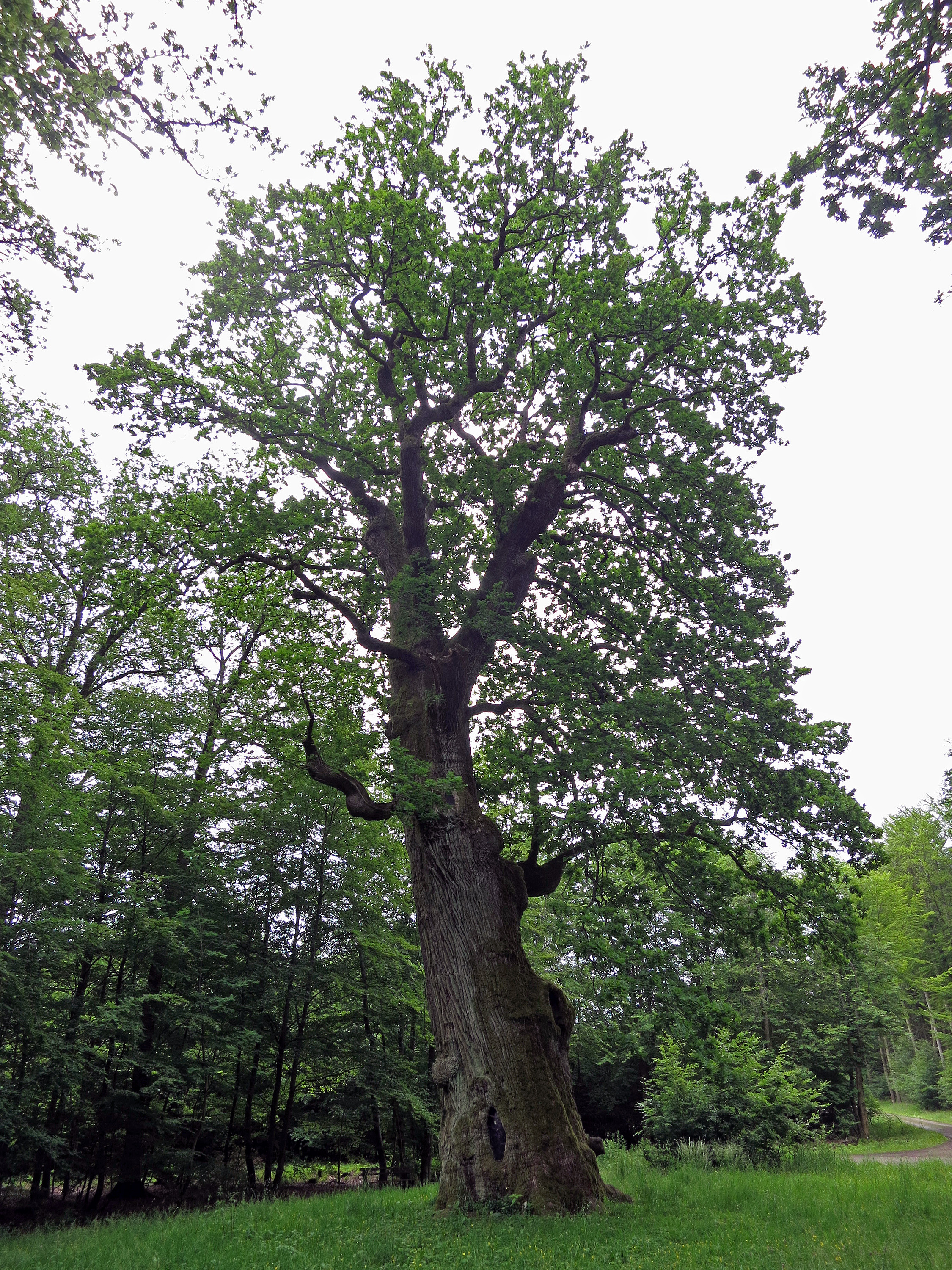
Hammundeseiche am Nadelöhr bei Friedewald
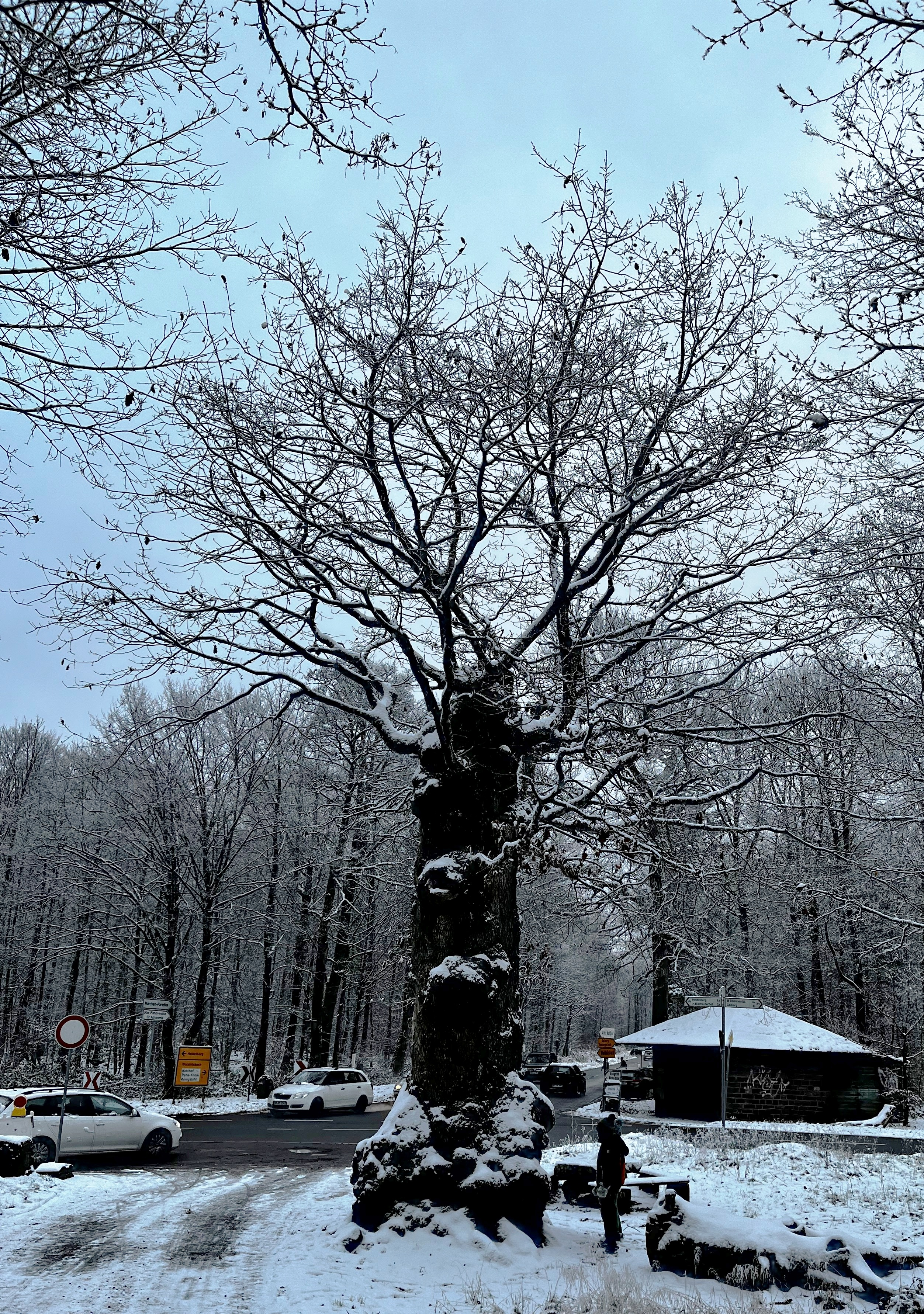
Etwa 350-jährige Stieleiche bei Heidelberg mit Sekundärkrone

## Verbreitung

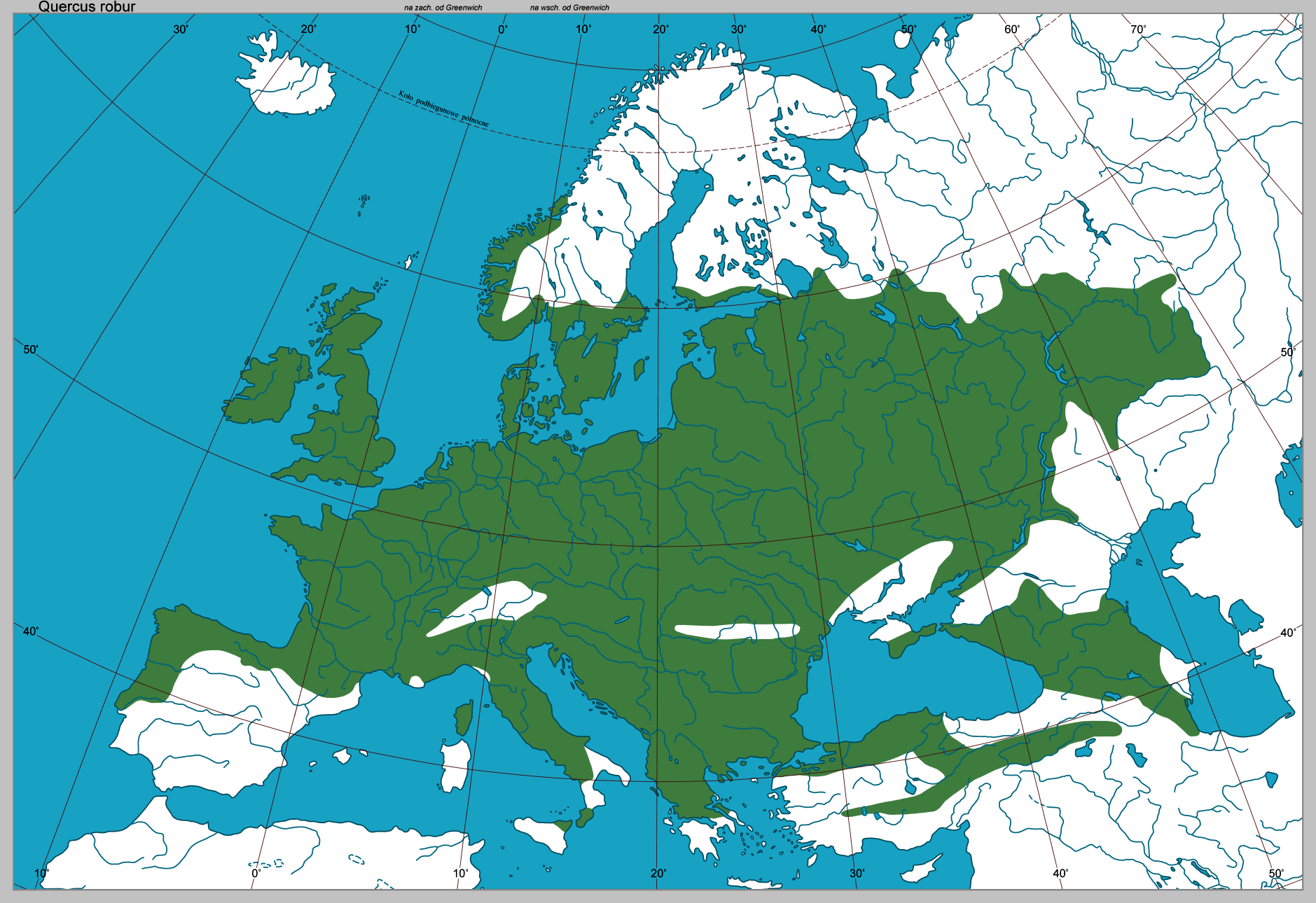
Verbreitung der Stieleiche

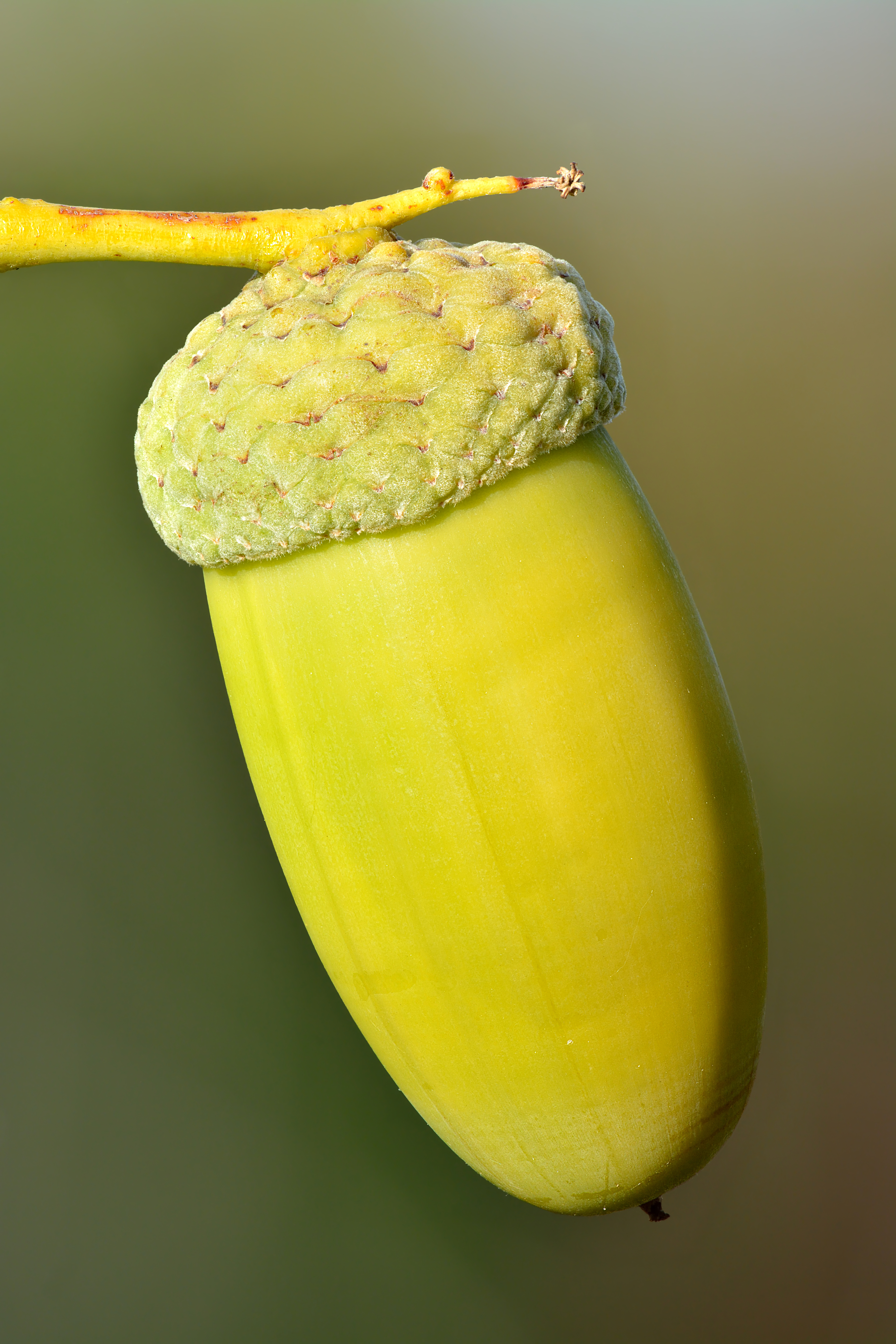
Eichelfrucht, eine Nuss

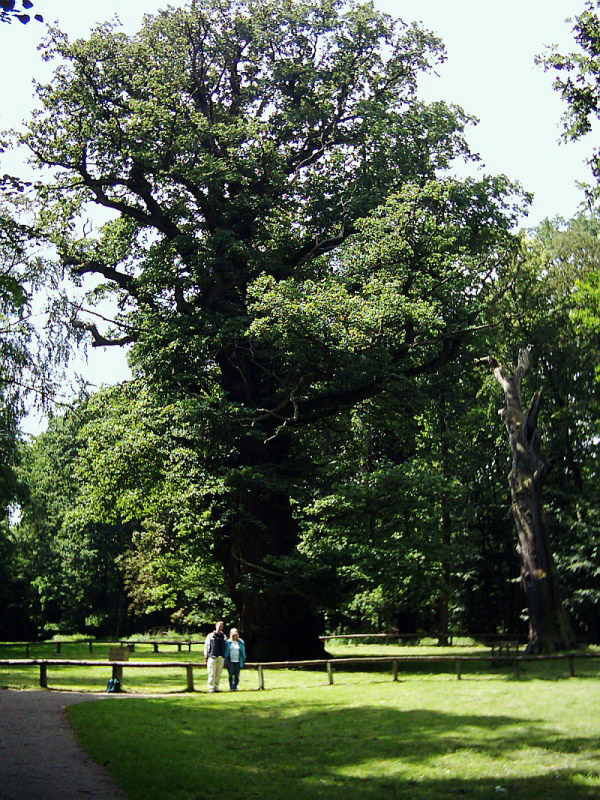
Stieleiche in Ivenack: 35,5 m hoch; 11 m Stammumfang; 3,50 m Stammdurchmesser; ca. 180 Festmeter

Die Stieleiche ist die in Mitteleuropa am weitesten verbreitete Eichenart. Sie kommt in fast ganz Europa vor und fehlt nur im Süden der Iberischen Halbinsel, auf Sizilien, im Süden Griechenlands, im nördlichen Skandinavien und in Nordrussland. Gegenüber der Traubeneiche reicht ihr Verbreitungsgebiet weitaus weiter in den Osten, da sie kontinentales Klima wesentlich besser verträgt. Die Verbreitung der Stieleiche reicht in den Bayerischen Alpen bis auf 1000 m.
Am besten entwickelt sich die Stieleiche auf nährstoffreichen, tiefgründigen Lehm- und Tonböden. Sie kann aufgrund ihrer guten Anpassungsfähigkeit aber auch wechselfeuchte bis nasse Pseudogley- und Lehm Böden  besiedeln. Die lichtbedürftige Stieleiche wird in Mitteleuropa auf normalen Standorten von der schattentoleranten, konkurrenzstarken Rotbuche verdrängt. Sie ist deshalb nur auf Sonderstandorten bestandsbildend, d. h. in den periodisch überfluteten Hartholzauwäldern der großen Ströme, auf strengen Tonböden in Eichen-Hainbuchenwäldern sowie auf nährstoffarmen, trockenen Sandböden in Eichen-Birkenwäldern und Eichen-Kiefernwäldern. Im Osten des Verbreitungsgebiets kommt die Rotbuche wegen stärkerer Spätfrõste nicht mehr vor, so dass dort Stieleichen zusammen mit Hainbuche, Waldkiefer und Sandbirke die natürliche Waldgesellschaft bilden.
Viele Eichenwälder in Mitteleuropa sind anthropogenen Ursprungs. Es sind durchgewachsene Mittelwälder, da die Stieleiche das periodische Auf-den-Stock-Setzen besser verträgt als die Rotbuche. Auch wurden die Eichen wegen ihres wertvollen Holzes und ihrer als Viehfutter nützlichen Früchte schon historisch gezielt gefördert.
Im Sinne der Megaherbivorenhypothese hingegen stellt die Förderung der Eiche durch den Menschen in Mitteleuropa nur einen Ersatz der natürlichen Situation dar. Da die Eiche unter Beweidungseinfluss dominant auftreten kann, wird argumentiert, dass dies auch natürlicherweise vor dem Eingriff des Menschen der Fall gewesen sei, da große Flächen durch Pflanzenfresser offengehalten worden seien und so gute Bedingungen für Eichenverjüngung geliefert hätten. Gestützt wird dies durch Pollendiagramme, in denen die Eiche beispielsweise während großer Abschnitte des Holozäns häufig bis dominant auftritt. Laut Verfechtern der Hypothese sei dies unter heutigen Umständen mit der Eiche als Art der Extremstandorte nicht darstellbar.
Erdgeschichtlich sind Eichen bereits aus dem Tertiär nachgewiesen. Sie finden sich fossil schon vor 12 Millionen Jahren, etwa in Sedimenten des Tagebaus Hambach im Rheinland.

## Unterschiede zur Traubeneiche
Die Stieleiche kommt vor allem in den feuchteren Tiefebenen und Auwäldern vor, während die Traubeneiche wärmere trockene Hügellagen oder tiefere Gebiete der Bergregionen bevorzugt. Die Früchte der Stieleiche sitzen zu wenigen an langen Stielen (!). Die Blätter der Stieleiche sind aber kürzer gestielt als die der Traubeneiche und im Gegensatz zu dieser meist auffällig geöhrt (d. h. das Blatt der Stieleiche wächst beidseitig neben der Blattmittelrippe einige Millimeter ohrförmig dem Ast entgegen).
Im mittleren Spreitenbereich der Blätter enden die Seitennerven der Stieleiche auch in den Buchten, was bei den Traubeneichen nicht der Fall ist. Bei der Traubeneiche enden Blattadern nur in den Lappen. Die Knospen der Traubeneiche sind etwas schlanker als die der Stieleiche.
Im direkten Vergleich sind die Merkmale „kürzerer geöhrter Blattstiel“ und „Blattadern in Buchten“ sehr zuverlässige Kriterien der „in den feuchteren Gegenden“ wachsenden Stieleichen.

## Systematik
Man unterscheidet folgende fünf Unterarten:
- Quercus robur subsp. broteroana O.Schwarz: Sie kommt in Portugal vor.
- Quercus robur subsp. brutia (Ten.) O.Schwarz: Sie kommt in Süditalien und auf der westlichen Balkanhalbinsel vor.
- Quercus robur subsp. imeretina (Steven ex Woronow) Menitsky: Sie kommt im westlichen Kaukasusgebiet vor.
- Quercus robur subsp. pedunculiflora (K.Koch) Menitsky: Sie kommt auf der Balkanhalbinsel, auf Kreta auf der Krim und von der Türkei bis zum nordwestlichen Iran vor.
- Quercus robur subsp. robur: Sie kommt von Europa bis Transkaukasien vor.

## Zuchtformen

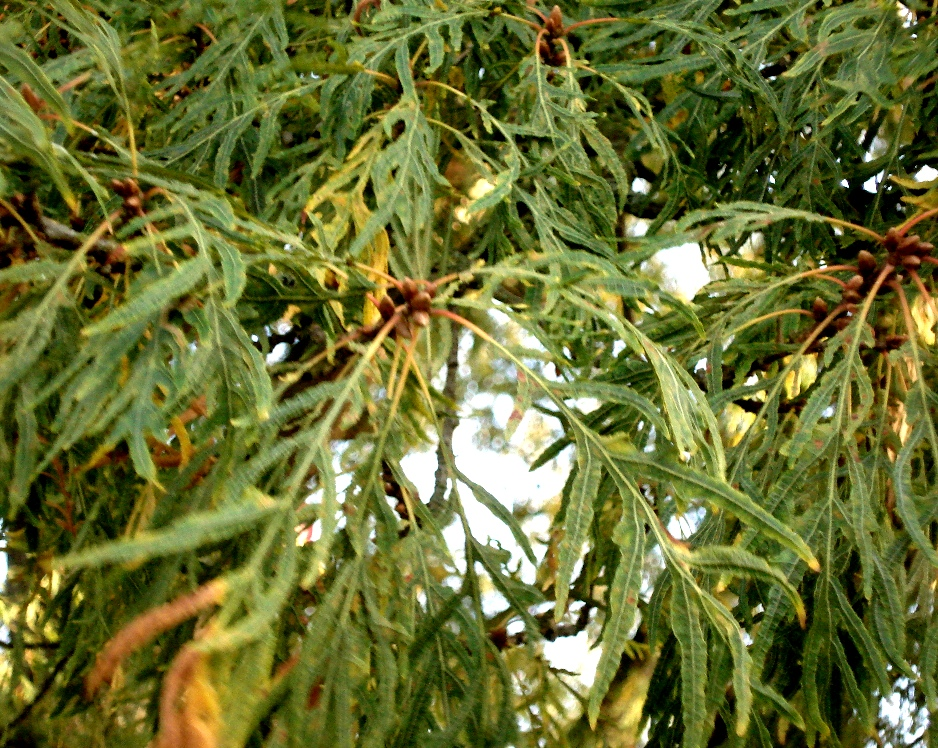
Blätter der Zuchtform „Schlitzblättrige Eiche“ (Quercus robur „Filicifolia“) nahe dem Eutiner Schloss

Es folgt eine Auswahl von Zuchtformen der Stieleiche:
- Quercus robur 'Concordia': 1843 ist sie in Belgien entstanden; der Blattaustrieb ist goldgelb, die Belaubung sommers gelblichgrün. Diese Form wird seltener gepflanzt und kann etwa 13 Meter hoch werden.
- Quercus robur 'Fastigiata': Sie wächst wie eine Pyramidenpappel sehr straff aufrecht und sehr schmal. Der Baum kann 20 bis 25 Meter Höhe und 1 Meter Stammdurchmesser erreichen. In größeren Parks und formalen Gärten häufig zu sehen. Eine bekannte Vertreterin ist die Schöne Eiche bei Harreshausen.
- Quercus robur 'Filicifolia': Die Belaubung ist der von ‚Pectinata‘ ähnlich, jedoch sind die Lappen sehr schlank und haben einen gekräuselten Rand.
- Quercus robur 'Pectinata': Sie hat tief eingeschnittene Blätter; die Lappen sind gerade und nicht gekräuselt.

### Hybriden
- Quercus ×turneri = Quercus ilex × Quercus robur
- Quercus ×bimundorum 'Crimschmidt' = Quercus robur × Quercus alba
- Quercus ×warei = Quercus robur f. fastigiata × Quercus bicolor

## Nutzung

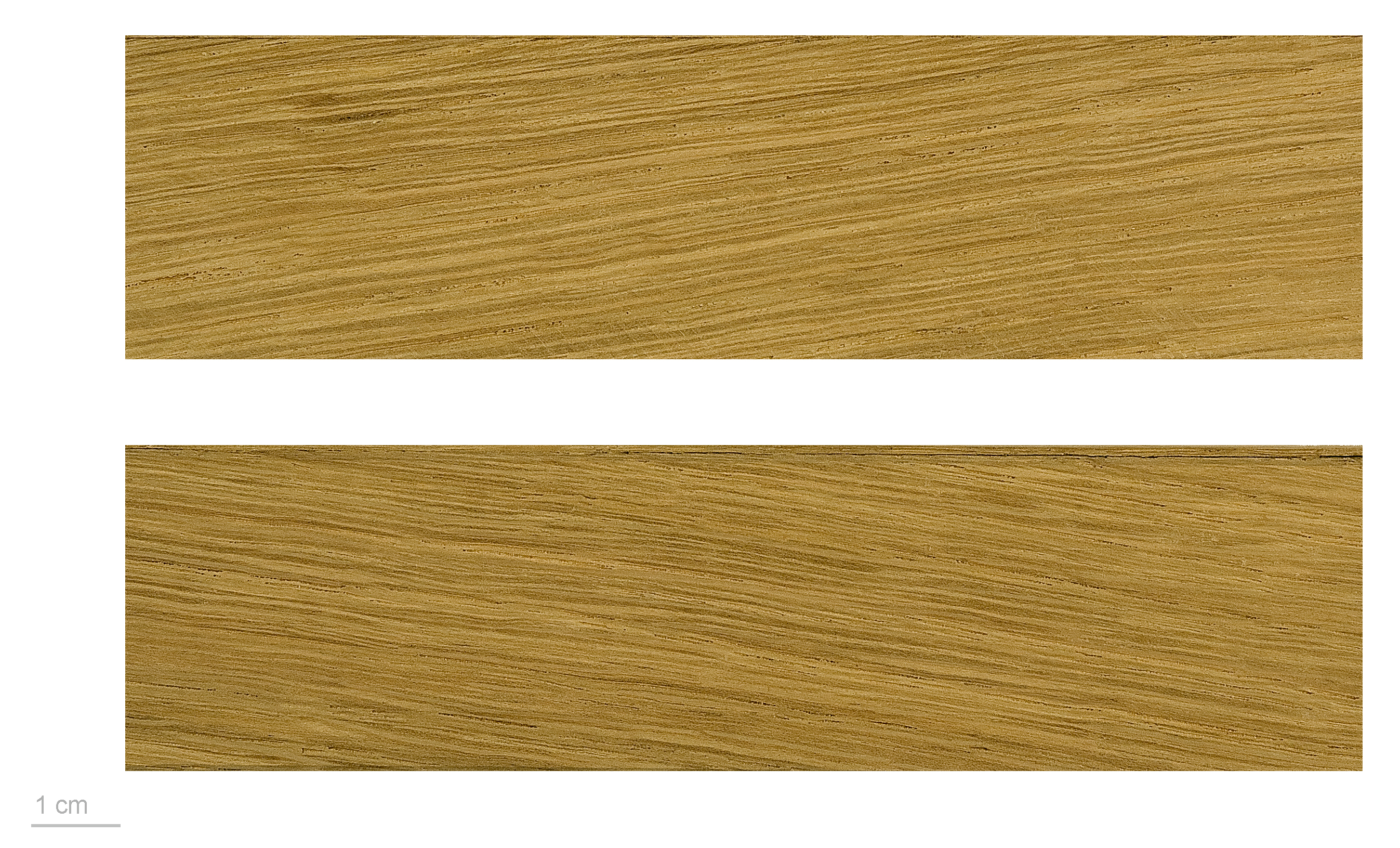
Verarbeitetes Holz der Stieleiche

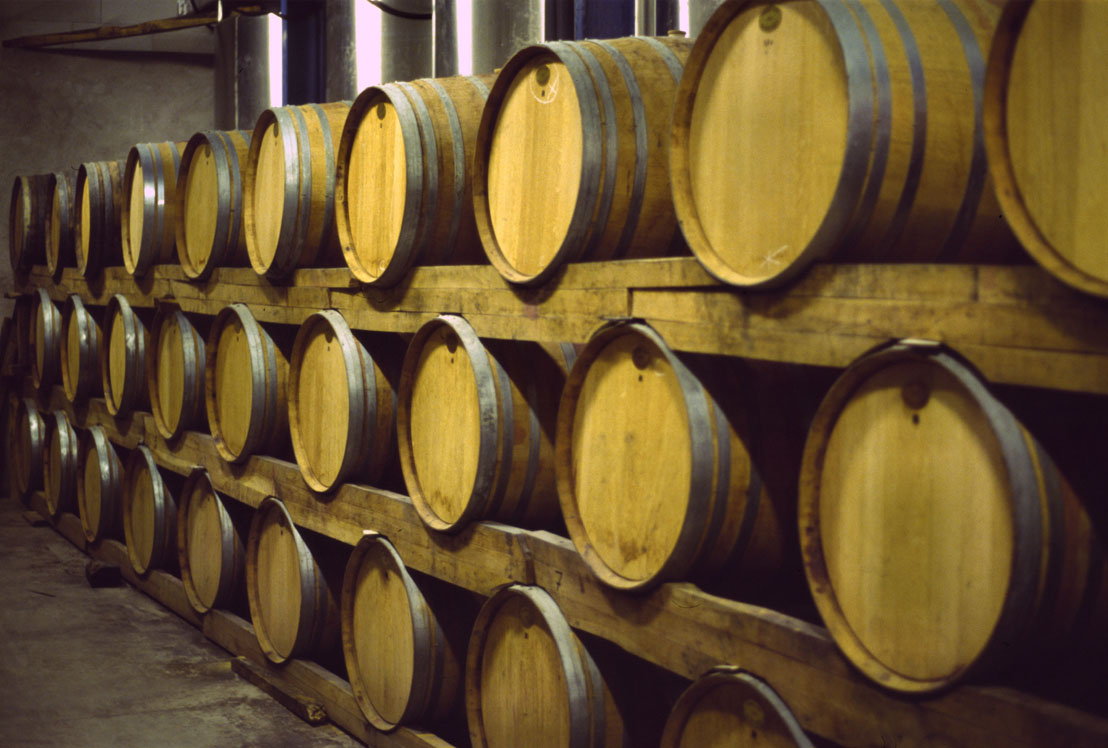
Weinfässer aus Eichenholz

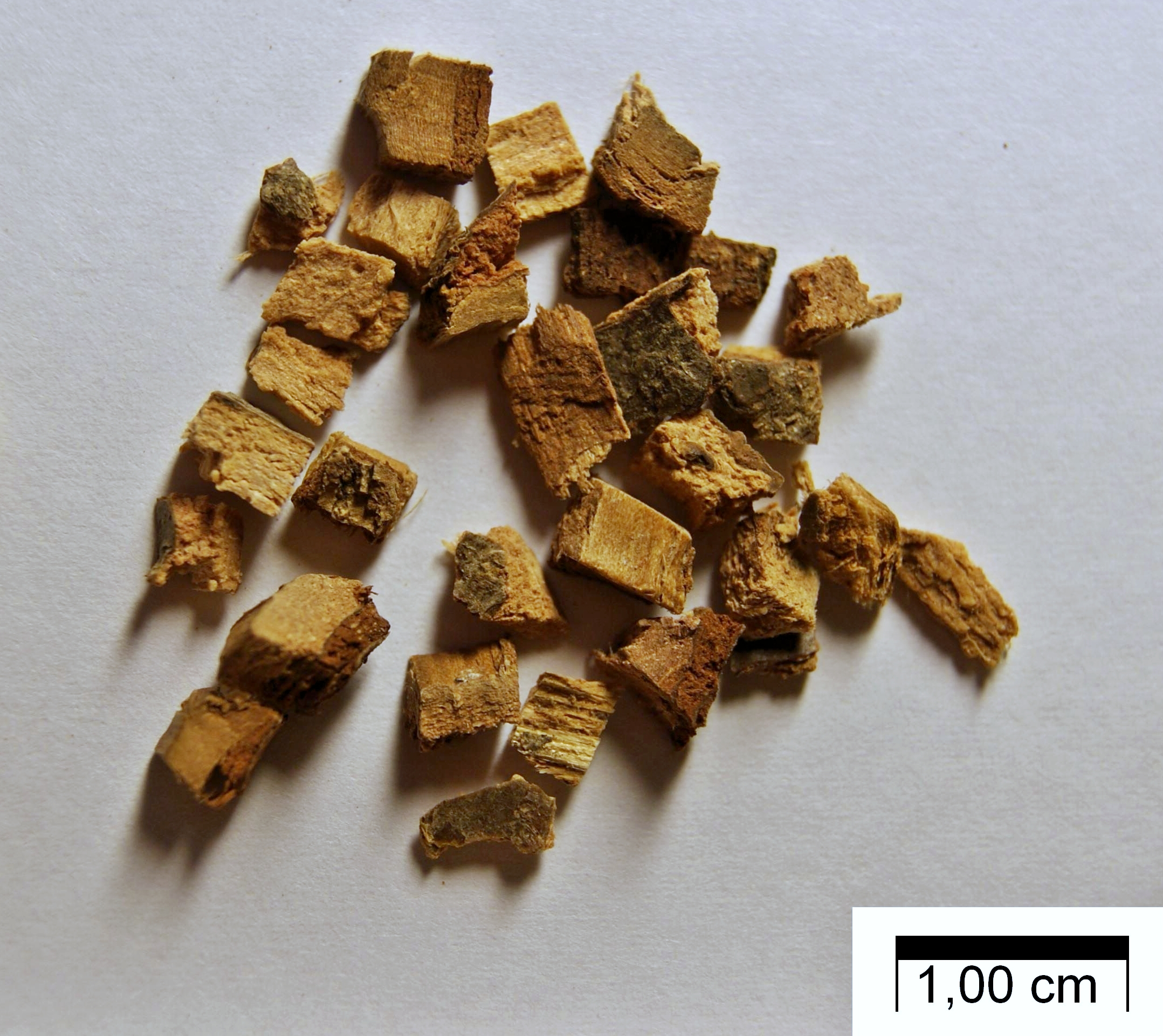
Medizinisch verwendet: Eichenrinde

Die Stieleiche ist ein ringporiger Kernholzbaum. Der gelblich-weiße Splint ist verhältnismäßig schmal ausgebildet, das Kernholz hat eine hell- bis dunkelbraune Farbe. Die mittlere Rohdichte beträgt 0,65 (0,39 bis 0,93) Gramm pro Kubikzentimeter. Das Eichenholz ist hart, zäh, sehr dauerhaft und gut zu bearbeiten. Es ist sehr vielseitig verwendbar: als Bauholz, im Wasserbau, für Eisenbahnschwellen und für Pfähle. Im Innenausbau eignet es sich als Parkett, für Treppen und als Möbelholz. Hochwertiges Eichenholz wird als Furnier verarbeitet oder zum Fassbau verwendet. Der bei der Verarbeitung von Eichenholz anfallende Staub gehört zu den Hartholzstäuben, die beim Menschen nachgewiesenermaßen Nasenschleimhautkrebs erzeugen können.
Überdies liefert die Stieleiche mit einem Heizwert von etwa 15 MJ/kg ein hervorragendes Brennholz.
Früher war die Nutzung der Eicheln als Futter für die Schweine und das Wild genauso wichtig wie die Holznutzung. Die wegen der Bitterstoffe für den Menschen erst nach einer Behandlung genießbaren Eicheln sind sehr nahrhaft und enthalten bis zu 38 % Stärke. Die Schweine wurden in die Eichenwälder getrieben und in guten Samenjahren mit den Eicheln gemästet. Aus dieser Zeit stammt der Spruch Auf den Eichen wächst der beste Schinken. Für Rinder und Pferde sind Eicheln und Eichenlaub aufgrund des hohen Gerbstoffgehalts schädlich.
Eine weitere Nutzung war die der Rinde als Gerberlohe. Dazu wurde die Stieleiche als Niederwald, sogenannte Lohhecken, bewirtschaftet, alle 15 bis 20 Jahre geerntet, die Stämme geringelt und die Rinde abgeschält. Die getrocknete Rinde hat einen Gerbsäureanteil von 8 bis 20 %.

### Arzneipflanze
Als Droge dienen die getrocknete Rinde der jungen Zweige und Stockausschläge. Die pharmazeutische Drogenbezeichnung lautet Quercus cortex (lat. für Eichenrinde; alt: Cortex Quercus).
Die Rinde enthält zumeist 10 % (bis 20 %.) Gerbstoffe, wobei es sich in erster Linie um Catechingerbstoffe (oligomere Proanthocyanidine) handelt. Das Europäische Arzneibuch (Ph. Eur.) berechnet die Catechine als Pyrogallol und fordert einen Mindestgehalt von 3 %. Daneben kommen auch Ellagitannine oder komplexe Gerbstoffe, z. B. Flavanoellagitannine sowie Quercitol und Triterpene vor. In den Blättern sowie in noch grünen Früchten liegen Gerbstoff in einem Gehalt von bis zu 15 % vor.
Äußerlich kommen Vollbäder oder Umschläge mit Zubereitungen aus Eichenrinde zur Anwendung, vor allem bei entzündlichen Hautleiden (nicht bei nässenden Ekzemen/ großflächigen Hautschäden). Lokale Anwendungsgebiete von Eichenrinde sind leichte Entzündungen im Mund- und Rachenraum sowie im Genital- und Analbereich. Innerlich wird Eichenrinde bei unspezifischen, akuten Durchfallerkrankungen angewandt, etwa als Teezubereitung.

## Krankheiten und Schädlinge
Zu den Schädlingen der Stieleiche zählen Gallmücken wie Macrodiplosis volvens, der Eichenwickler (Tortrix viridana) und der Zweipunktige Eichenprachtkäfer (Agrilus biguttatus).

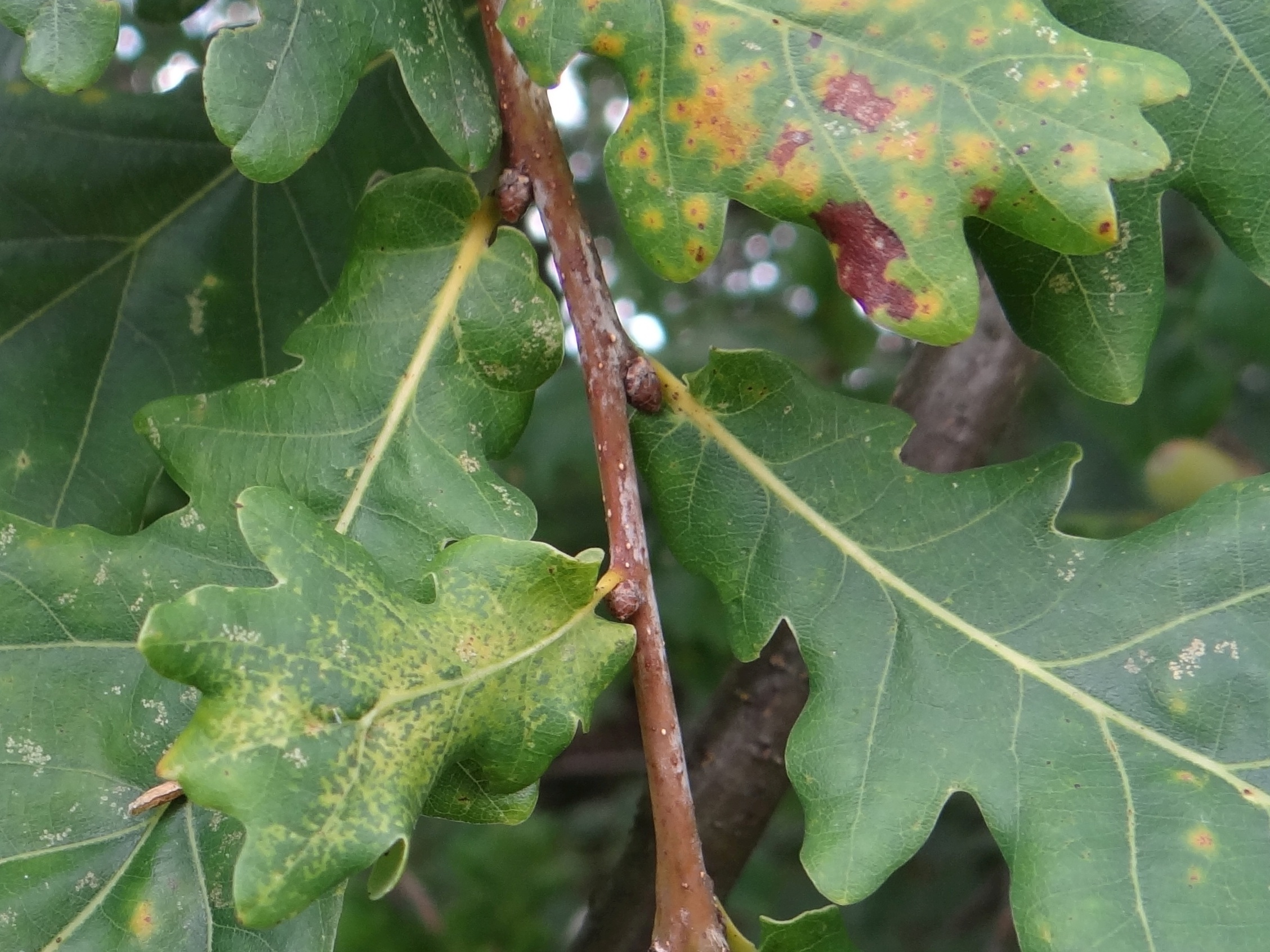
Septoria quercicola an Stieleiche

Darüber hinaus wird die Stieleiche von Pilzen wie dem Eichenmehltau (Erysiphe alphitoides) befallen, der vor allem junge Triebe besiedelt. Weitere Krankheiten sind Blattflecken durch die Gattung Septoria und die Blattbräune durch Apiognomonia quercina. Unter den Großpilzen sind vor allem Hallimasche (Armillaria spp.) und der Spindelige Rübling (Gymnopus fusipes) von Bedeutung, da diese ein hohes Risiko für sonst gesunde Bäume mitbringen.
Seit einigen Jahren treten bei Stieleichen darüber hinaus multifaktorielle sog. Komplexerkrankungen auf. Die Ursachen sind noch nicht abschließend erforscht, jedoch deutet Vieles darauf hin, dass Primärursache das Absterben der Feinwurzeln, verursacht durch Phytophthora-Arten (P. quercina, P. citricola und P. cambivora) ist. Symptome für die Erkrankung sind u. a. abgestorbene Kronenteile, Sekretfluss aus der Rinde und Bohrschäden durch Insekten infolge verminderter Abwehrkräfte des Baumes.